# Reiner János
Reiner János (Nagybecskerek, 1865. június 22. – Budapest, 1938. augusztus 27.) jog- és államtudományi doktor, ügyvéd, egyetemi rendkívüli tanár és a Magyar Tudományos Akadémia levelező tagja, Reiner Zsigmond főorvos-író fia, Reiner Zsigmond jogász testvére.

## Életútja
Középiskoláit Gyulafehérvárt, a jogot Budapesten végezte az egyetemen, ahol 1886-ban jogdoktorrá, 1887-ben pedig államtudományi doktorrá avatták. Ügyvédi oklevelét 1889-ben Budapesten szerezte; ugyanekkor a budapesti egyetem jogi kara az egyházjogból magántanárrá képesítette; ugyanezen évben a budapesti egyetem államtudományi államvizsgáló-bizottságának tagjává nevezték ki; 1894-ben a budapesti ügyvédvizsgáló-bizottságba választották és ugyanekkor a Szent István Társulat irodalmi és tudományos osztálya tagja, később főtitkára lett. A Magyar Tudományos Akadémia pedig 1902. május 9-én levelező tagjává választotta. 1913-ban nyilvános rendkívüli tanár, 1915-től 1935-ig az egyházjog nyilvános rendes tanára volt a budapesti egyetemen.

## Írásai
Cikkei az Archiv für katholisches Kirchenrechtben (Main, 1888. Die Besetzung der Bisthümer in Ungarn; az 1885-86. tanévben: A püspöki székek betöltése, történelmi fejlődése s jelen állása szerint c. pályadíjat nyert dolgozatának Magyarországra való része átdolgozva); a Történelmi Tárban (1889. A gyulafehérvári levéltárból); a Jogi Szemlében (1889. mut. sz. A birtok feldarabolásának befolyása a dologi kegyúri jogra, 1891. A névhez való jog, A bérlő jogköre, 1892. A jászkunok özvegyi és hitvestársi öröklése és özvegyi joga, 1893. Az utólagos házasság által törvényesítés); a Jogtudományi Közlönyben (1889-92. könyvism. 1892. 26. sz. Kényszeríthető-e a rabbi házasságkötésnél való közreműködésre? 48. sz. Főpapi kinevezések ellenjegyzésének jogáról, 1893. A vegyesházassági válóperekről szóló 1868. 48. t.-cz., 1894. A bizományi viszony jogi természete); az Ügyvédek Lapjában (1890. A kegyúri jogról, 1893. Szabályrendelet és egyleti alapszabály, 1894. A házassági együttélés joga és kötelessége); a Polgári Törvénykezésben (1896. A tulajdonközösség megszüntetése iránti per feljegyezhető-e a telekkönyvben?); az Oesterreichisches Rechtslexikonban (Prága 1896. Ungarisches Privatrecht); a Pallas Nagy Lexikonának is munkatársa volt.

## Munkái
- A jogtörténelem és kutatási módszerei. Budapest, 1894. (Különnyomat a Jogtudományi Közlönyből).
- A felszentelési czím az érvényben levő jog szerint. Bp., 1895. (Különny. a Hittudományi Folyóiratból).
- Egyházi szervezet. Bp., 1896. (Az ezredéves magyar állam és népe c. munka része).
- Kirche und Kirchengenossenschaften in Ungarn. Wien, 1896. (Különny. az Ulbrich és Mischler által szerk. Oesterreisches Staatswörterbuchból).
- Az ezredéves magyar állam és népe. Wien, 1896.
- Magyar magánjog. Írta Zlinszky Imre. Teljesen átdolgozva s új részekkel kiegészítve 5. kiadásként. Budapest, 1887. (6. és 7. kiadás újra dolgozva. Uo. 1899., 8. k. Uo. 1901.)
- Jogi dolgozatok. Bp., 1898.
- A szerződésen kívüli kártérítési kötelmek. Bp., 1898. (A Fodor által szerkesztett Magyar magánjog III. kötetének részeként és külön is. Uo. 1899.)
- A Concordatumról. Bp., 1898. (Különnyomat a Hittud. Folyóiratból).
- Az egyházjog fogalma. Bp., 1899. (Különnyomat a Hittud. Folyóiratból).
- Az egyházi személyek utáni örökösödési jog Magyarországon. Bp., 1900. (2. kiadás, Uo. 1901.).
- Az egyházi házasságkötési jog történelmi alapjai. Bp., 1903. (Akadémiai székfoglaló. Értekezések a társadalmi tudományok köréből XII. 8.).
- Magyar házassági jog. 1. füzet. Bp., 1904.
- Az egyházi házasságkötési jog. Bp., 1908.
- Az egyház és állam szétválasztása. Bp., 1910.
- A királykérdés. Bp., 1921.
- A katolikus és nemzeti királyság. Bp., 1927.
- A jogtudományi irodalom fejlődése. Bp., 1930.
- A mai államjogi alakulatok jogalapja. Bp., 1931.